# Epidesma melanota
Epidesma melanota är en fjärilsart som beskrevs av George Francis Hampson 1909. Epidesma melanota ingår i släktet Epidesma och familjen björnspinnare. Inga underarter finns listade i Catalogue of Life.